# Turno col cadavere di Almone
Turno col cadavere di Almone o Le tribù italiche si riuniscono per cacciare i Troiani è un'incisione ad acquaforte realizzata da Bartolomeo Pinelli nel 1811. Si trova conservata presso il gabinetto dei disegni e delle stampe della Pinacoteca nazionale di Bologna.

## Descrizione
È una delle incisioni su cui Pinelli rappresentò diversi episodi dell'Eneide. Qui è illustrato il passo in cui il re rutulo Turno, dopo che gli è stato portato il corpo del giovane valletto latino Almone, ucciso dai troiani in una rissa, chiama presso di sé i suoi soldati per dichiarare guerra ai profughi asiatici.
Un grosso lenzuolo avvolge le gambe di due cadaveri: uno è quello di Almone, rappresentato con una lunga capigliatura, l'altro è invece quello di un uomo anziano e barbuto identificabile con Galeso, un pacifico latino morto mentre cercava di fermare la rissa. Dalla gola riversa di Almone sprizza un rivolo di sangue, proprio come viene detto nel settimo libro del poema virgiliano; l'uomo e la ragazza che piangono inconsolabili sul suo corpo sono il padre Tirro e la sorella Silvia.